# D.E.B.S.
D.E.B.S. is een film uit 2004 onder regie van Angela Robinson.

## Verhaal
Amy, Dominique, Max and Janet zijn studenten op de middelbare school. Toch zijn ze niet zo normaal als ze lijken. In het geheim zijn ze undercover-agenten en bestrijden zo de misdaad. Op een avond wordt Amy gegijzeld door dievegge Lucy Diamond. Terwijl Dominique, Max en Janet haar proberen te redden, wordt Amy verliefd op Lucy. Het duurt dan ook niet lang meer voordat ze haar leventje met Lucy verkiest boven haar jeugdjaren.

## Rolverdeling
| Acteur                | Personage        |
| --------------------- | ---------------- |
| Sara Foster           | Amy Bradshaw     |
| Jordana Brewster      | Lucy Diamond     |
| Devon Aoki            | Dominique        |
| Meagan Good           | Max Brewer       |
| Jill Ritchie          | Janet            |
| Jimmi Simpson         | Scud             |
| Michael Clarke Duncan | Meneer Phipps    |
| Holland Taylor        | Mevrouw Petrie   |
| Clare Kramer          | Lucinda Reynolds |
| Aimee Garcia          | Maria            |